# Programa informação para todos
Programa Informação Para Todos é um programa do governo brasileiro. Foi instituído no Brasil pela portaria nº 652, de 11 de outubro de 2007, do Ministério de Ciência e Tecnologia - MCT.
O programa  o Information for All Programm - Ifap foi criado pela UNESCO em 2000 e reflete os esforços para o avanço do conceito de sociedade do conhecimento ou da sociedade da informação no Brasil. 
O programa tem como maior objetivo diminuir as desigualdades de acesso à informação por meio da tecnologia. 
O Ifap visa criar sociedades justas por meio do acesso mais amplo à informação. As áreas de atuação são: a alfabetização em informação, a produção de melhor entendimento sobre as implicações éticas, jurídicas e sociais da sociedade da informação.
O IFAP dispõe de um conselho intergovernamental que orienta seu planejamento e implementação, composto por 26 Estados-membros da UNESCO eleitos pela Conferência Geral. A administração do Conselho Intergovernamental é constituído por 8 Estados-membros nomeados pelo Conselho. Reúne-se duas vezes por ano para avaliar, seleccionar e aprovar projectos. Existem 50 Comités nacionais que concretizam a orientação do Programa em nível nacional.

## Atuação do programa
As ações da UNESCO em Comunicação e Informação são realizadas, no Brasil, por meio de acordos de cooperação técnica com o governo, tanto no âmbito federal quanto estadual, em parceria com organizações não governamentais ONG e diretamente, por meio de apoio a projetos-piloto. 
Essas ações se caracterizam pelo apoio à difusão das novas tecnologias de informação e comunicação, particularmente às ações de inclusão digital e de modernização tecnológica da administração pública; estímulo ao uso das novas mídias para a educação presencial e a distância; promoção de conteúdos em língua portuguesa na Internet; estímulo ao desenvolvimento das comunicações e apoio às ações que promovam e defendam a liberdade de expressão nestes meios tecnológicos.
O programa atua em parceria com o IBICT - Instituto Brasileiro de Informação em Ciência e Tecnologia. A parceria possibilita a atuação dos pesquisadores e técnicos em discussões e foros internacionais de atualização e acompanhamento do desenvolvimento científico e tecnológico no campo da informação. No Programa Informação para Todos, o IBICT mantém seu interesse em coordenar a constituição do Comitê Nacional de Coordenação para o IFAP no Brasil.

## Objetivos do Ifap
- 1- fortalecer a mídia democrática por meio do acesso à informações diversificadas e de qualidade:

adoção de políticas e estratégias adequadas, para a produção e o compartilhamento de conteúdos em língua portuguesa, conscientizando os beneficiados sobre as implicações sociais do uso das novas tecnologias, e do monitoramento das violações do direito à liberdade de expressão. Há nesta ação uma contribuição para a catalisação de diferentes iniciativas de inclusão digital.
- 2- promover o uso de tecnologias de informação e comunicação na educação:

depende de recursos provenientes da área de Comunicação e Informação como também da área de Educação. Apoia iniciativas de utilização das tecnologias de informação e comunicação para o treinamento de professores, e também iniciativas que visem treinar professores para a utilização de tecnologias de informação e comunicação para a educação - em cooperação com a área de Educação.
- 3- apoiar políticas de informação e conhecimento para o desenvolvimento social, todas atuam no contexto do "Programa Informação Para Todos:

propõe ações transversais que serão beneficiadas pelos recursos conjuntos das áreas programáticas de Comunicação e Informação, de Cultura, de Ciências Naturais e de Ciências Sociais e Humanas. Age na produção de informações sobre violência urbana, questões ambientais, prevenção do HIV/Aids - em cooperação com as áreas de Ciências Naturais e de Ciências Humanas e Sociais. Promove e apoia iniciativas de capacitação para o uso das tecnologias de informação e comunicação na produção e a circulação de conteúdos criativos locais, especialmente no âmbito das comunidades - em cooperação com a área de Cultura, entre outras ações.